# Kenya az 1998. évi téli olimpiai játékokon
Kenya a japán Naganóban megrendezett 1998. évi téli olimpiai játékok egyik részt vevő nemzete volt. Az országot az olimpián 1 sportágban 1 sportoló képviselte, aki érmet nem szerzett. Kenya először vett részt a téli olimpiai játékokon.

## Sífutás
Férfi
| Versenyző   | Versenyszám | Eredmény | Helyezés |
| ----------- | ----------- | -------- | -------- |
| Philip Boit | 10 km       | 47:25,5  | 92.      |